# Aloisio Milanez Aguiar
Aloisio Milanez Aguiar (* 23. Juli 1943 in Rio de Janeiro; † 8. Juni 2016 ebendort) war ein brasilianischer Jazzmusiker (Piano, Keyboard, Komposition, auch Celesta, Marimba, Perkussion, Gesang).

## Leben und Wirken
Aloisio Milanez Aguiar arbeitete in Brasilien und den USA u. a. mit Victor Assis Brasil, Arthur Verocai, Gal Costa, Gilberto Gil, Jon Lucien, Cal Tjader („Tamanco No Samba“), Ron Carter (Patrão, 1980, u. a. mit Chet Baker, Naná Vasconcelos) und seiner Frau Adela Dalto, ferner mit Airto, Frank Colón und Gaudêncio Thiago de Mello. Unter eigenem Namen legte er die Alben Child of the Universe (1992, mit Claudio Roditi, Nilson Matta und Portinho), King of Hearts (1997, mit Matta, Portinho, Sergio Brandão, Paulo Braga, Airto, Widor Santiago und Adela Dalto) und zuletzt To Jobim With Love/Live at Vartan Jazz (1998, mit Brandão und Claudio Slon) vor. Im Bereich des Jazz war er zwischen 1968 und 2005 an 17 Aufnahmesessions beteiligt.